# Chemiré-en-Charnie

Chemiré-en-Charnie este o comună în departamentul Sarthe, Franța. În 2009 avea o populație de 206 de locuitori.